# تادايوشي تامورا
تادايوشي تامورا (باليابانية: 田村 忠義) (مواليد 16 أغسطس 1978)، هو لاعب كرة قدم سابق كان يلعب كلاعب وسط.